# Il regno del pianeta delle scimmie
Il regno del pianeta delle scimmie (Kingdom of the Planet of the Apes) è un film del 2024 diretto e co-prodotto da Wes Ball.
La pellicola, sequel di The War - Il pianeta delle scimmie (2017), è il decimo film del franchise de Il pianeta delle scimmie, tratto dall'omonimo romanzo di fantascienza del 1963 di Pierre Boulle, nonché quarto capitolo della serie reboot.

## Trama
Alla morte di Cesare, i suoi compagni lo celebrano e piangono con un funerale solenne presieduto dal suo grande amico Maurice.
Diverse generazioni dopo, il mondo è dominato dalle scimmie e gli umani sono ormai regrediti a uno stadio animale a causa degli effetti del virus ALZ-113 mutato circa trecento anni prima. In un villaggio di scimmie, il giovane scimpanzé Noa vive pacificamente con la sua colonia di allevatori di aquile, rapaci con cui Noa non riesce a empatizzare nonostante suo padre, Koro, sia il più grande ammaestratore di aquile. Noa, con i suoi amici Anaya e Soona, una femmina verso cui Noa prova attrazione, recupera alcune uova di aquila necessarie per un importante rito del suo clan e, una volta trovate, rientra al villaggio da sua madre, Dar, e suo padre. Quella sera Noa vede una figura umana che si aggira nel villaggio nel tentativo di rubare dei pesci ad affumicare e la segue, ma quest'ultima riesce a fuggire e a nascondersi, rompendo l'uovo rituale di Noa che portava a tracolla.
Alla ricerca disperata di un nuovo uovo, Noa segue le tracce della ragazza, ma si imbatte in un gruppo di scimmie rivali, capeggiate dal sadico gorilla Sylva, al servizio del malvagio e tirannico dittatore Proximus Cesare e all'apparente ricerca della stessa ragazza umana che Noa aveva visto poco prima. Credendo che il clan di Noa stia aiutando la ragazza, Sylva e gli altri mettono a ferro e fuoco il villaggio e ne fanno prigionieri tutti i componenti superstiti per deportarli da Proximus. Noa, rimasto svenuto dopo un violento scontro con Sylva durante il quale Koro è rimasto ucciso, viene creduto morto e lasciato lì a terra. Il mattino seguente Noa, ripreso conoscenza, seppellisce il padre e parte alla ricerca dei suoi compagni del villaggio per riportarli a casa.
Durante il cammino giunge alle rovine di una grande città umana, ma cade in un dirupo nel quale incontra il vecchio orango Raka, che capisce che Noa non fa parte del clan di Proximus e per questo decide di aiutarlo. Raka è l'ultima scimmia rimasta a conoscere le antiche imprese di Cesare e i suoi principi e le racconta a Noa, che da parte sua non sa nemmeno chi sia Cesare. Raka spiega che Proximus Cesare è un dittatore che considera Cesare una divinità e che ha distorto i suoi insegnamenti in una visione crudele e tirannica, e regala a Noa un ciondolo col simbolo di Cesare perché non si scordi di quanto ha imparato. Nel frattempo la ragazza umana li ha seguiti e le due scimmie la accolgono ribattezzandola Nova. La ragazza li conduce a una radura attraversata da un ruscello, dove al fianco di antilocapre, zebre e capibara, trovano diversi umani che vivono in uno stato primitivo, ma lì vengono attaccati dalle scimmie al servizio di Proximus che rapiscono gli umani e danno la caccia a Nova. La ragazza, nascosta tra le spighe di un campo di grano, viene salvata da Noa che la fa salire sul suo cavallo.
Arrivati in un'altra radura, Nova rivela di saper parlare fluentemente e dice il suo vero nome, Mae, e afferma di sapere dove si trovano i membri del villaggio di Noa. Il mattino seguente i tre riprendono il viaggio, ma raggiunto un ponte in legno vengono nuovamente attaccati da Sylva e dalle altre scimmie al servizio di Proximus. Durante il combattimento Raka, per salvare Mae, cade nel fiume e viene trascinato via dalla corrente impetuosa, sparendo tra le acque. Noa e Mae vengono catturati e portati al villaggio di Proximus in riva al mare, dove sono tenuti prigionieri anche i membri del clan di Noa; Noa si ricongiunge così con la madre e i suoi amici mentre Mae viene rinchiusa in una stanza dove incontra un altro prigioniero umano, Trevathan, un uomo anziano totalmente devoto a Proximus. Quest'ultimo ha come obiettivo quello di riuscire ad aprire le porte blindate di un bunker umano risalente ai tempi di Cesare situato proprio nel villaggio e di creare un'unione di tutte le scimmie sotto il suo comando supremo.
Per i suoi intenti, Proximus usa gli altri gruppi di scimmie catturati come forza lavoro e schiavi, non curandosi della loro cultura o tradizione né della loro vita. La sera successiva Noa e Mae vengono invitati a un sontuoso banchetto dove Proximus spiega il suo interesse e fascino verso l'antica storia umana, specialmente per la Roma Imperiale, grazie agli insegnamenti di Trevathan e sogna di realizzare un salto evolutivo nel minor tempo possibile sfruttando la conoscenza contenuta nel bunker, che considera come "suo". I due giovani però sono terrorizzati dall'utilizzo che il despota potrebbe fare di quanto contenuto nel bunker qualora riuscisse ad aprirlo e rifiutano di collaborare con lui.
Noa quella sera si incontra con Mae, Soona e Anaya; Mae sa come entrare nel bunker e vuole prelevare "una specie di libro" che per il bene di tutti non deve cadere in mano a Proximus e ha bisogno dell'aiuto delle scimmie per raggiungere l'ingresso sconosciuto a Proximus, in cima a un ripido dirupo a picco sul mare. Mentre Mae e gli altri tre piazzano degli esplosivi alla base della diga che protegge il villaggio dall'oceano, il gruppo viene sorpreso da Trevathan. Mae, per evitare che questi avvisi Proximus, lo uccide e insieme alle altre scimmie ne getta il cadavere in mare, poi il gruppo dopo una rischiosa arrampicata raggiunge l'entrata del bunker. Entrati dentro, scoprono che custodisce parecchie armi da fuoco e veicoli da guerra umani. Mae riesce a recuperare "la specie di libro" che stava cercando, che in realtà è un hard disk, e prende anche una pistola, ma, quando il gruppetto sta per uscire dalle porte principali, si trova di fronte Proximus e le altre scimmie che catturano Soona e Anaya. Il bonobo Fulmine sta per tagliare la gola a Soona, ma Mae lo uccide, sparandogli con la pistola; Proximus, affascinato dall'arma, chiede alla ragazza se dentro il bunker potrà trovarne delle altre. Mae, per non lasciare le armi umane alle scimmie, fa esplodere le mine piazzate la sera prima, distruggendo la diga del villaggio che viene inondato impetuosamente dall'acqua dell'oceano, che travolge anche il bunker allagandolo completamente.
Noa riesce a guidare le scimmie del suo villaggio verso la salvezza attraverso il bunker, ma durante la fuga deve lottare ferocemente contro Sylva, che alla fine del duello muore affogato. Arrivato all'esterno del bunker, in cima al dirupo dove si trovano tutte le altre scimmie, Noa viene raggiunto da Proximus. Si scatena un combattimento all'ultimo sangue tra i due, nel quale Proximus sembra avere la meglio; tuttavia, proprio nel momento in cui Noa si trova a terra sanguinante e prossimo a soccombere, vede le aquile che stanno sorvolando la zona e, insieme alle altre scimmie del suo villaggio, comincia a intonare il canto che usava il padre per attirarle. Le aquile in stormo attaccano Proximus facendolo precipitare in mare.
Noa e gli altri tornano a vivere nel loro vecchio villaggio ricostruito, con lo scimpanzé che assume il ruolo di guida del clan. Mae si presenta al villaggio per un ultimo saluto a Noa, ma questi ha compreso che il vero obiettivo della ragazza è far riprendere agli umani il ruolo di specie dominante e, dopo averla rimproverata di questo, prima di congedarla le consegna il ciondolo col simbolo di Cesare, perché tenga presente la possibilità di una convivenza pacifica tra uomini e scimmie. Lasciato il villaggio, Mae raggiunge una base segreta che ospita molti umani sopravvissuti, non contagiati dall'ALZ-113 mutato e che dispongono di tecnologie avanzate; grazie all'hard disk da lei recuperato, riescono a riattivare le comunicazioni satellitari e a mettersi finalmente in contatto con un altro gruppo di umani immuni superstiti.

## Produzione
Nel corso di un'intervista a MTV News a metà novembre 2014, Andy Serkis ha parlato di possibili sequel: "Potrebbero essere tre film, potrebbero essere quattro, potrebbe essere cinque, chi lo sa?" Il viaggio continuerà". Nell'ottobre 2016, è stato annunciato che è in programma un quarto film della saga de Il pianeta delle scimmie.
Durante un'intervista con il sito internet fandango.com, Matt Reeves ha annunciato di avere in progetto altri film che avranno come protagoniste le scimmie; in particolare, il regista ha affermato di essere interessato a girare un nuovo capitolo incentrato su uno scontro tra due gruppi di scimmie, idea nata durante lo sviluppo del personaggio di Scimmia cattiva, la quale, non provenendo dalla tribù di Cesare, fa intuire che ci siano altre possibili comunità di scimmie intelligenti.
Nell'aprile del 2019, in seguito all'acquisizione della 21st Century Fox da parte della Disney, quest'ultima ha annunciato che i film futuri del pianeta delle scimmie erano in fase di sviluppo. È stato anche confermato nell'agosto 2019 che eventuali capitoli futuri avrebbero avuto luogo nello stesso universo del primo film. Il 3 dicembre 2019, è stato confermato che Wes Ball era impegnato nella scrittura e nella direzione di un film senza titolo del pianeta delle scimmie. Il 17 febbraio 2020, è stato confermato che il film sarebbe stato prodotto da Joe Hartwick Jr. e David Starke. Più tardi quello stesso giorno, Ball ha confermato che avrebbe diretto il film e che sarebbe stato ambientato dopo gli eventi di The War, portando avanti "L'eredità di Cesare". Il 26 maggio 2020, Ball ha rivelato che Josh Friedman avrebbe scritto la sceneggiatura, e che Jaffa e Silver sarebbero tornati come produttori. Ha affermato anche che, sebbene il film sarà ambientato nello stesso universo del primo film, non sarà un sequel diretto di The War, affermando che il film "sembrerà" il seguito della trilogia generale del primo film, ma allo stesso tempo, la produzione "farà delle cose nuove davvero fantastiche". Ball ha affermato anche che il film avrebbe iniziato presto la produzione virtuale nonostante la pandemia di COVID-19, poiché si tratta di un film per lo più in CGI. In un'intervista del marzo 2022 con The Hollywood Reporter, il presidente dei 20th Century Studios Steve Asbell ha dichiarato che la produzione sarebbe iniziata tra la fine dell'estate o l'inizio dell'autunno del 2022. Nell'agosto 2022, Owen Teague è stato scelto per il ruolo principale. Nel settembre 2022, è stato annunciato che il quarto film dell'attuale franchise si sarebbe chiamato "Kingdom of the Planet of the Apes" (Il regno del pianeta delle scimmie), e che Freya Allan era stata scelta come protagonista umana e Peter Macon come co-protagonista, e che il film sarebbe uscito nel 2024. La produzione del film è iniziata nell'ottobre 2022 a Sydney presso i Disney Studios Australia, e le riprese si sono concluse il 15 febbraio del 2023.

## Promozione
Il primo trailer del film è stato diffuso il 2 novembre 2023.

## Distribuzione
La pellicola, inizialmente fissata per il 24 maggio 2024, è stata distribuita nelle sale cinematografiche italiane a partire dall'8 maggio 2024 e in quelle statunitensi dal 10 maggio 2024.

## Accoglienza

### Incassi
A fronte di un budget di 160000000 $, il film ha incassato 171130165 $ in Nord America e 226247985 $ nel resto del mondo, per un totale di 397378150 $. In Italia ha incassato 2889854 € con 386403 presenze.

### Critica
Il film è stato accolto positivamente dalla critica. Sull'aggregatore di recensioni Rotten Tomatoes ha un indice di gradimento dell'80% basato su 322 recensioni, con un voto medio di 7 su 10. Su Metacritic ottiene un punteggio di 66 su 100 basato su 57 recensioni.

## Riconoscimenti
- 2025 - Premio Oscar
  - Candidatura ai migliori effetti speciali a Erik Winquist, Stephen Unterfranz, Paul Story e Rodney Burke

## Sequel
Nel giugno 2022, è stato riferito che Disney e 20th Century avevano pianificato che Il regno del pianeta delle scimmie fosse il primo di una nuova trilogia della serie Il pianeta delle scimmie. Nel dicembre 2023 Wes Ball ha confermato ciò, spiegando che il film era stato concepito come l'inizio di una trilogia che "si adattava all'eredità" dei tre film precedenti. Rick Jaffa e Amanda Silver hanno espresso interesse a realizzare una terza trilogia cinematografica, portando così a nove film della serie reboot de Il pianeta delle scimmie. Nell'ottobre 2024, il presidente di 20th Century Steve Asbell ha rivelato che un nuovo film sulla serie è in fase di sviluppo ed è previsto per uscire nel 2027.